# 左轄
烏鴉座η（η Crv、η Corvi或左轄）是一顆位于烏鴉座的黃白色主序星。圍繞著它的，是一個塵埃盤。其传统中文命名为“左辖”。

## 特性
烏鴉座η比太陽重約40%，但其年齡只有太陽的30%。相比于太陽，它只有90%的同位素比氦重。其赤道處的自轉速度（{\displaystyle v\sin i}）為68 km/s。
紅外線天文衛星測量出烏鴉座η有放出大量的紅外綫，比同型恆星一般認爲所會放出的要多。
次毫米波天文學數據證實了圍繞著烏鴉座η的星塵，塵埃質量約為月球的60%，溫度約為80 K。數據也指出存在著圍繞烏鴉座η的一圈拱星盤，半徑最多為180 AU（地球和太陽之間距離的180倍）。
目前的觀測技術足以分辨出組成塵埃盤的某些物質。塵埃盤形狀扁平，外圈半徑為150 AU。其軌道傾角剛好是平對著地球。盤内100 AU處幾乎沒有物質，因此人們認爲物質都是被一個行星系統清除掉的。雖然有一些證據顯示在1-2AU之處有一些溫度上不連續（分離）的區域，但是這些都仍有待證實。
根據對烏鴉座η的年齡的估算，可以推算出繞拱星盤是在烏鴉座η之後演化出來的。依照坡印廷-羅伯遜效應，塵埃最終會在約2千萬年墮入恆星中，就此推斷這些塵埃是由更大的天體在約150 AU的距離處相撞形成的。

## 外部連結
- Kaler, James B. . University of Illinois.   [2006-08-10]. （原始内容存档于2006-09-05）.
- . Astronomisches Rechen-Institut, Heidelberg.   [2007-07-17]. （原始内容存档于2007-06-10）.